# パリンちゃん
パリンちゃんは、NTTレゾナントが運営するポータルサイト・旧キッズgooに登場するマスコットキャラクター。

## キャラクター
ぐっぴょんのペットで、筒の長いガラス製の花瓶の姿をした謎の生物。ガラス製でありながら、どんなに高い所から落とされても割れることがないほど優れた耐久性を持つ。花瓶は勿論、金魚鉢やコップ、果てはアルコールランプの役割をすることが多い。ぐっぴょん、ちょっぴ、シャモと並ぶマスコットキャラクターの一人。
常に「♪」しか言わないが、「ぐっぴょんの大冒険3」では語尾に「もん」を付けて人間の言葉を話していた。名前の由来は、ガラスや皿等の陶器が割れた音の「パリン」から。誕生日、血液型及び性別共に不明。身長は25cm。

## 外見
花瓶から目と口、手足が生えた様な容姿をしている。キャラクターの中では最小の方だが、非常に高い視力と物凄く速く走れる足を併せ持つ。食べ物は食べられないわけではないが、内側とは繋がっていないため食べた物は異次元に消失する形で消化する。

## 性格
常にマイペースなのんびり屋だが、怒ると中の水が沸騰するのだが本人が怒っている所を誰も見たことがない。

## 好きな物と事
主人のぐっぴょんに懐いており、花瓶故に水を入れて貰ったり花を入れて貰うのを好む。

## 苦手な物と事
古い水と辛子や山葵を嫌う。